# QuietMansion2
「QuietMansion2」（クワイエットマンション2）とは、K App.が制作し2019年にリリースされた3Dホラーゲーム。
QuietMansionシリーズの第二作品に当たり、K GAME Project第二弾。

## 概要
探索戦闘型のFPS視点ホラーゲームであり、プレイヤー（主人公）は敵を避けながら、洋館（廃屋）から脱出することが目標である。
アクション操作に加え、銃を使って敵に攻撃する事が可能。
本作は「当時高校生が一人で開発した」というキャッチコピーで販売されており、
ゲーム内容以上にクリエイター自身の特徴が評価されている珍しいゲームである。

## 沿革
2019年1月以降、開発者のX上で多くのヒント画像が投稿され次回作の開発が示唆されるようになる。
2019年3月に前作QuietMansionの続編として発表。
同年3月に体験版がフリーゲーム配信サイトふりーむ！で公開され、
同年6月にPC向けゲーム配信プラットフォームSteamにてダウンロード発売が開始された。
同年11月にはゲーム名が旧名からQuietMansion2に変更された。

## ストーリー
（以下Nintendo販売サイトから引用）
ある都市で大規模なバイオテロが発生。
だが、その後の調査でも犯人はおろか使用されたウィルスすらわからない状態だった...。
一方、数年前から両親の反対を押し切り動画配信者となった男は、
最初500万再生を超える好調さを出していたことから慢心し、
「高速道路から突然飛び降りてみた」という過激な動画によって炎上することになった。
しかし調子に乗り続けた男はいつしか視聴者の喜ぶような企画ばかりをするようになり、
再生数がそのまま生活に関わることから、
いつしか「視聴者の言うことを聞かなくてはいけない」という妄想に取りつかれるようになっていた。
そんなプレッシャーに精神的に追い詰められ、
男はいつ死んでも構わないなどと思うようになり、恐怖などの感覚も麻痺してしまったことで、
近づいたら戻ってこれないと噂の心霊スポットに動画撮影をしに行くことにした。
恐ろしい結末が待っている事も知らずに...。。

## ゲームシステム

### 難易度
本作では3段階の難易度調節が可能。

#### Easy
Normalよりも少し緩和した難易度。
敵の移動スピードが大幅に減少することや、拾える銃弾の増加によりNormalと比べクリアが容易になっている。
※Nintendo Switch版はSteam版に比べより難易度の緩和が行われている。

#### Normal（標準）
QuietMansion2における標準の難易度。
Easyと比べ追跡者の登場頻度が増えるなど難易度は上昇している。

#### 鬼モード
Normalと比べ、大幅に敵の強化が行われており敵の移動スピードはほぼプレイヤーと同等である。
また、追跡者が近づいた際に聞こえるBGMがオフになっている。
当時テストプレイをしていた開発者の知人が「これは鬼すぎる！」と叫んだことが名前の由来である。

### 戦闘要素
物語中盤になると銃をゲットでき、撃つことができる。
なお、銃を取らずにチェックポイント4以降でコンティニューした際には必ず銃を入手した状態から始まる。
撃つごとに銃弾を消費し、撃てる銃弾を増やすにはステージ内の弾丸を拾いリロードが必要。
撃った銃弾が敵に当たると敵のHPが1個マイナスになる。
銃弾は敵だけでなく一部のオブジェクトにも判定がある。

## 登場クリーチャー

### プニヒール
QuietMansionシリーズ全作品に登場。
プレイヤーを追いかけてくる人型のクリーチャー。
赤い三角帽を被っている魔女のような外見をしている。
プニヒールとはインドネシア語で「魔女」を意味する。

### キャプター
素早くプレイヤーを追いかけ、鋭利な爪で相手を切り裂く攻撃を行う。
非常に知性に優れており、状況に合わせて一旦引き返すなどの行動が可能。

### 追跡者
前作ではラスボス扱いだったが、今作では一般クリーチャーとして登場。
体は緑色に変色しておりゾンビのような外見となっている。
前作のラストで主人公によってダウンさせれるも、爆破される研究所から脱出したが今作と同一人物であるかは不明。

### パラシー
QuietMansion2の裏ボス的位置づけである。
過去の「AccidentHouse」を発生させた元凶であり、背中に寄生虫がいるような外見をしている。
ステージ内の赤く光るシミを撃つことで出現。
Steam版では何発弾丸を撃ち込もうが倒れることはないが、Nintendo Switch版では倒す事でファイルが閲覧可能になる。

## KGSS
K GAME Security Systemの略称であり、QuietMansionシリーズに採用されているセキュリティシステム。
ゲームのアップデートチェックや不正コピー防止の他、フィードバックを送信するために用いられている。

## 他作品とのコラボ
Nintendo Switch版のみ、シャドーコリドー（旧：影廊）とのコラボが収録されている。
本編クリア後にエクストラコンテンツを開く事でプレイ可能になり、マップを「神楽鈴の徘徊者」が徘徊するようになる。
原作に比べモデルの画素数が向上しており、非常にハッキリとした姿を見る事が可能。
なおQuietMansion2の特性上、神楽鈴の徘徊者に銃弾を撃ち込むことも可能。

## ゲームの評価
発売後は高校生が開発したとして一時期YouTubeで話題となり、Steamのレビューでは「賛否両論」と「好評」の間を維持している。
また、ニュースサイトでは以下のように記載されている。
「「本当に高校生が一人で作ったとは思えないクオリティだ」と話題になった作品。」
「高校生が1人でニンテンドースイッチのホラーゲームを制作して話題に！『Quiet Mansion 2』を紹介！（略）将来の天才プログラマーになるかという逸材のようですね。」
「また、高校生が1人でこれだけの作品を作り上げたのだと思うと驚くばかり。作者が今後どんなゲームを出していくのかが本当に楽しみです。」